# Creatura (film din 2011)
Creatura este un film științifico-fantastic din 2011 regizat de Matthijs van Heijningen Jr.. Filmul este o completare a filmului din 1982 cu același nume regizat de John Carpenter.
Acțiunea filmului are loc cu puțin înainte de evenimentele din filmul lui Carpenter. În film interpretează Mary Elizabeth Winstead și Joel Edgerton, cei doi fac parte dintr-o echipă de oameni de știință norvegieni și americani care au descoperit un extraterestru îngropat adânc în gheața din Antarctica, realizând prea târziu că este încă în viață, consumând și imitând aspectul membrilor echipei.

## Povestea
În 1982, paleontologul Kate Lloyd (Mary Elizabeth Winstead) este recrutat de către oamenii de știință dr. Sander Halvorson (Ulrich Thomsen) și asistentul său Adam Finch (Eric Christian Olsen) pentru ca să se alăture unei echipe norvegiene științifice care a descoperit o navă extraterestră care s-a prăbușit și este îngropată sub ghețurile din Antarctica. Ei descoperă cadavrul înghețat al unei creaturi care pare să fi murit în accident în urmă cu 100.000 de ani.
După ce creatura este transportată în bază într-un bloc de gheață, Dr. Sander ordonă să se i prevaleze o mostră de țesut, împotriva protestelor lui Kate. Mai târziu, în timp ce ceilalți sărbătoresc, co-pilotul de culoare Derek (Adewale Akinnuoye-Agbaje) vede cum creatura dintr-o mișcare sparge gheața și trece prin tavan. Echipa se desparte în mai multe grupuri de căutare a extraterestrului. Doi norvegieni, Olav (Jan Gunnar Røise) și Henrik (Jo Adrian Haavind) descoperă că s-a ascuns sub una dintre clădiri. Creatura îl trage rapid pe Henrik înfigându-i un tentacul în piept și absorbindu-l în corpul său. Ceilalți aud strigătele de groază, sosesc la locul faptei și îi dau foc creaturii. Între timp este descoperită o baie de sânge acolo unde înainte stătea singurul câine al bazei și o gaură masivă făcută în plasă de sârmă.
În timpul autopsiei, Kate și Adam descoperă că celulele creaturii par a absorbi și imita celulele lui Henrik. Kate se întreabă de ce proteza metalică este afară și nu în mâna lui Henrik. Între timp, Derek, pilotul Sam Carter (Joel Edgerton), Griggs (Paul Braunstein) și Olav care era bolnav se pregătesc să părăsească baza cu ajutorul singurului elicopter care există în bază pentru a-l duce pe Olav la un spital și ca să se întoarcă înapoi cu ajutor. În timp ce aceștia se pregătesc să decoleze, Kate descoperă plombe metalice însângerate și cantități mari de sânge în duș. Ea fuge afară pentru a face semne elicopterului să se întoarcă, temându-se că cineva de la bord a fost deja imitat. Când Carter se decide sa aterizeze, Griggs se transformă într-o creatură și-l ucide pe Olav, făcând ca elicopterul să scape de sub control și să se prăbușească în munții din apropiere, ucigând probabil pe toți membrii de la bord. Kate se reîntoarce la dușuri, dar realizează că cineva a curățat deja tot sângele.

## Distribuția
- Mary Elizabeth Winstead este Dr. Kate Lloyd, paleontolog american, absolvent al Columbia Universității din Columbia:[6] Pentru a nu rivaliza cu portretizarea lui Kurt Russell a protagonistului filmului din 1982,, R. J. MacReady, personajul lui Kate Lloyd a fost conceput pentru a avea trăsături în comun cu personajul Ellen Ripley din seria de filme Alien.[7][8]
- Joel Edgerton este Sam Carter:[9] Un pilot de elicopter american și veteran al Războiului din Vietnam care transportă provizii în bază. Lui și celor doi co-piloți nu li se spune nimic cu privire la motivul pentru care sunt acolo și nici ce este lucrul misterios pe care oamenii de știință l-au găsit.[7][8]
- Ulrich Thomsen este Dr. Sander Halvorson, ofițer medical norvegian "Thule" și conducător al echipei de cercetare al creaturii extraterestre. El ordonă echipei să obțină o mostră de țesut din creatura extraterestră recent descoperită, in ciuda avertismentelor lui Kate.[8][10]
- Adewale Akinnuoye-Agbaje este Derek Jameson, un co-pilot american al elicopterului și, de asemenea, un veteran din Vietnam, care este cel mai bun prieten a lui Carter.[8][11]
- Eric Christian Olsen este Adam Finch, un om de știință american care lucrează ca asistent al Dr. Sander care o invită pe Kate la bază norvegiană.[8][12]
- Trond Espen Seim[13] este Edvard Wolner, un geolog norvegian notabil care este comandantul stație.[8]
- Kristofer Hivju este Jonas, un cercetător norvegian foarte nervos.[8][12]
- Stig Henrik Hoff[14] este Peder, un soldat norvegian care este mâna dreaptă a lui Edvard.[8]
- Jørgen Langhelle este Lars, un fost soldat care are grijă de câinii aflați în baza norvegiană, de asemenea, este singurul membru norvegian al bazei care nu poate vorbi limba engleză.[8][15]
- Paul Braunstein este Griggs, american, co-pilot, membru al echipajului de la bordul elicopterului de transport.
- Kim Bubbs as Juliette, un geolog francez.[8]
- Jonathan Lloyd Walker este Colin, un operator radio din Anglia.[8][16]
- Jo Adrian Haavind este Henrik, un alt membru norvegian al bazei care asistă echipa de cercetare a extraterestrului.[17][8]
- Jan Gunnar Røise este Olav, șofer norvegian al vehiculului polar cu șenile și ghid.[8][12]
- Carsten Bjørnlund este Karl, un geolog norvegian.[8]
- Ole Martin Aune Nilsen este Matias, pilot de elicopter de pe stația norvegiană.
- Michael Brown este un membru al securității.